# Билтень (комуна)
Билтень, Билтені (рум. Bâlteni) — комуна у повіті Горж в Румунії. До складу комуни входять такі села (дані про населення за 2002 рік):
- Билтень (2317 осіб) — адміністративний центр комуни
- Вледулень (1072 особи)
- Кокорень (1398 осіб)
- Мой (1008 осіб)
- Пештяна-Жіу (2204 особи)

Комуна розташована на відстані 228 км на захід від Бухареста, 18 км на південь від Тиргу-Жіу, 74 км на північний захід від Крайови.

## Населення
За даними перепису населення 2002 року у комуні проживали 7999 осіб.
Національний склад населення комуни:
| Національність | Кількість осіб | Відсоток |
| -------------- | -------------- | -------- |
| румуни         | 7870           | 98,4%    |
| цигани         | 122            | 1,5%     |
| угорці         | 4              | 0,1%     |
| серби          | 1              | < 0,1%   |
| греки          | 1              | < 0,1%   |
| італійці       | 1              | < 0,1%   |

Рідною мовою назвали:
| Мова       | Кількість осіб | Відсоток |
| ---------- | -------------- | -------- |
| румунська  | 7961           | 99,5%    |
| циганська  | 32             | 0,4%     |
| угорська   | 3              | < 0,1%   |
| сербська   | 1              | < 0,1%   |
| грецька    | 1              | < 0,1%   |
| італійська | 1              | < 0,1%   |

Склад населення комуни за віросповіданням:
| Релігія                                       | Кількість осіб | Відсоток |
| --------------------------------------------- | -------------- | -------- |
| православні                                   | 7713           | 96,4%    |
| п'ятдесятники                                 | 230            | 2,9%     |
| баптисти                                      | 31             | 0,4%     |
| адвентисти                                    | 12             | 0,2%     |
| римо-католики                                 | 3              | < 0,1%   |
| реформати                                     | 2              | < 0,1%   |
| бретрени                                      | 1              | < 0,1%   |
| лютерани (Синодально-пресвітеріанська церква) | 1              | < 0,1%   |